# Ulrich Babel
Ulrich Babel (* 4. November 1931 in Bonn; † 19. September 2011 in Heilbronn) war ein deutscher Bodenkundler. 

## Beruflicher Lebensweg
Ulrich Babel begann nach dem Abitur 1951 ein Studium der Bodenkunde, Chemie und Botanik, das er 1958 mit der Promotion zum Dr. sc. agr. abschloss. An der Universität Göttingen schrieb er dazu eine Dissertation über die Bestimmung der Eisenoxydhydrate im Boden. Anschließend war er bis 1965 an der Wasserwirtschaftlichen Planungsstelle in Sigmaringen und an der Bundesforschungsanstalt für Forst- und Holzwirtschaft tätig. Nach einer kurzen Zeit als wissenschaftlicher Assistent am Botanischen Institut der Landwirtschaftlichen Hochschule Hohenheim wechselte er 1966 an das Institut für Bodenkunde der Universität Göttingen. 1971 habilitierte er im Fachbereich Agrarbiologie der Universität Hohenheim. 1974 wurde er dort auf die Professur für Bodenbiologie berufen und leitete den gleichnamigen Fachbereich bis 1995.

## Wissenschaftliche Arbeit
Ulrich Babel befasste sich in seiner Forschung insbesondere mit der Morphologie der organischen Substanz, mit den Wirkungen der Tiertätigkeit im Boden und der Erfassung der Bodenstruktur und der Durchwurzelung.
Die Deutsche Bodenkundliche Gesellschaft verleiht an junge Wissenschaftler oder Wissenschaftlerinnen für herausragende wissenschaftliche Leistungen aus dem Gebiet der bildgebenden Verfahren den Ulrich-Babel-Preis.

## Wichtige Publikationen
- Zur Bestimmung der Eisenoxydhydrate im Boden unter bes. Berücks. v. Extraktionsuntersuchungen u. magnetischen Messungen. Dissertation, 1958, Universität Göttingen, Landwirtschaftliche Fakultät.
- Moderprofile in Wäldern: Morphologie und Umsetzungsprozesse. In: Hohenheimer Arbeiten, Bd. 60, Stuttgart 1972.
- Micromorphology of Soil Organic Matter. In: Soil Components, Vol. 1: Organic Components. Herausgegeben von J. E. Gieseking. New York 1975, S. 396–473.
- FormEntstehung von LebensRäumen. Stuttgart 1996. ISBN 3-00-000897-7.